# François Marie Michel de Bouillé
François Marie Michel, comte de Bouillé, né le 13 janvier 1779 à Basse-Pointe (Martinique) et mort le 7 juin 1853 dans l'ancien 1er arrondissement de Paris, était un militaire, administrateur colonial et homme politique français.

## Biographie
Issu d'une famille noble (son père était colonel d'infanterie), il commence sa carrière dans les armées du Premier Empire et est colonel en 1814. Sous la Restauration, il est employé comme aide-de- camp de Monsieur comte d'Artois et élevé au grade de maréchal de camp en 1824.
Accomplissant un retour à ses racines créoles, il officie comme gouverneur de la Martinique de 1826 à 1829. Il est créé Pair de France par le roi Charles X le 4 novembre 1827.
Resté fidèle à la dynastie des Bourbons déchue par la Révolution de Juillet, il assume le rôle de gouverneur du duc de Bordeaux de 1834 à 1837.
Le comte de Bouillé était commandeur de la Légion d'Honneur, chevalier de l'ordre de Saint-Louis, commandeur de l'ordre du Saint-Esprit et chevalier de l'ordre royal de l'Étoile polaire.

## Sources
- « François Marie Michel de Bouillé », dans Adolphe Robert et Gaston Cougny, Dictionnaire des parlementaires français, Edgar Bourloton, 1889-1891 [détail de l’édition]